# William Ormsby-Gore (4. baron Harlech)
William George Arthur Ormsby-Gore, 4. baron Harlech KG, GCMG (ur. 11 kwietnia 1885 w Londynie, zm. 14 lutego 1964 tamże) – brytyjski arystokrata i polityk, jedyne dziecko George’a Ormsby-Gore’a, 3. barona Harlech, i lady Margaret Ethel Gordon, córki 10. markiza Huntly.

## Życiorys
Był politykiem Partii Konserwatywnej. Z jej ramienia od 1910 zasiadał w Izbie Gmin jako reprezentant okręgu Denbigh (od 1918 r. reprezentował okręg wyborczy Stafford). W Izbie Gmin zasiadał do 1938, kiedy to odziedziczył po śmierci swojego ojca tytuł barona Harlech i zasiadł w Izbie Lordów. W międzyczasie był m.in. parlamentarnym podsekretarzem stanu w Ministerstwie ds. Kolonii (1922–1929), poczmistrzem generalnym (1931), pierwszym komisarzem ds. prac publicznych (1931–1936) oraz ministrem kolonii (1936–1938). Podczas II wojny światowej był wysokim komisarzem w Związku Południowej Afryki (1941–1944).
Po wojnie zasiadał w zarządzie Midland Bank, właściciela domu bankierskiego założonego przez rodzinę Ormsby-Gore. W 1948 r. został kawalerem Orderu Podwiązki.
12 kwietnia 1913 r. poślubił lady Beatrice Edith Mildred Cecil (10 sierpnia 1891–1980), córkę Jamesa Gascoyne-Cecila, 4. markiza Salisbury, i lady Ciceli Alice Gore, córki 5. hrabiego Arran. William i Beatrice mieli razem trzech synów i trzy córki:
- Mary Hermione Ormsby-Gore (ur. 7 września 1914), żona kapitana Robina Francisa Campbella i sir Alexandra Leesa Mayalla, miała dzieci
- Owen Gerald Cecil Ormsby-Gore (30 lipca 1916 - 3 października 1935)
- William David Ormsby-Gore (20 maja 1918 - 26 stycznia 1985), 5. baron Harlech
- Katherine Margaret Alice Ormsby-Gore (ur. 4 stycznia 1921), żona Maurice'a Macmillana, wicehrabiego Macmillan (syna premiera Harolda Macmillana), miała dzieci
- John Julian Stafford Ormsby-Gore (ur. 12 kwietnia 1925)
- Elisabeth Jane Ormsby-Gore (ur. 14 listopada 1929)